# 马克·费尔特

马克·费尔特

老威廉·马克·费尔特（William Mark Felt, Sr.，1913年8月17日—2008年12月18日），1970年代曾任美國联邦调查局副局长，在1972年的水门事件中，他就是向《华盛顿邮报》记者鲍勃·伍德沃德提供消息来源的秘密线人，后来人稱“深喉”。
他於2008年12月18日在加州自宅睡夢中因心血管疾病離世，終年95歲。

## 生平
费尔特生于爱达荷州特温福尔斯。

## 相關影視形象
- 1976年電影《驚天大陰謀》，由賀爾·賀爾布魯克飾演深喉。
- 2017年電影《推倒白宮的男人》，由連恩·尼遜飾演馬克·費爾特。